# Ulla Poulsen

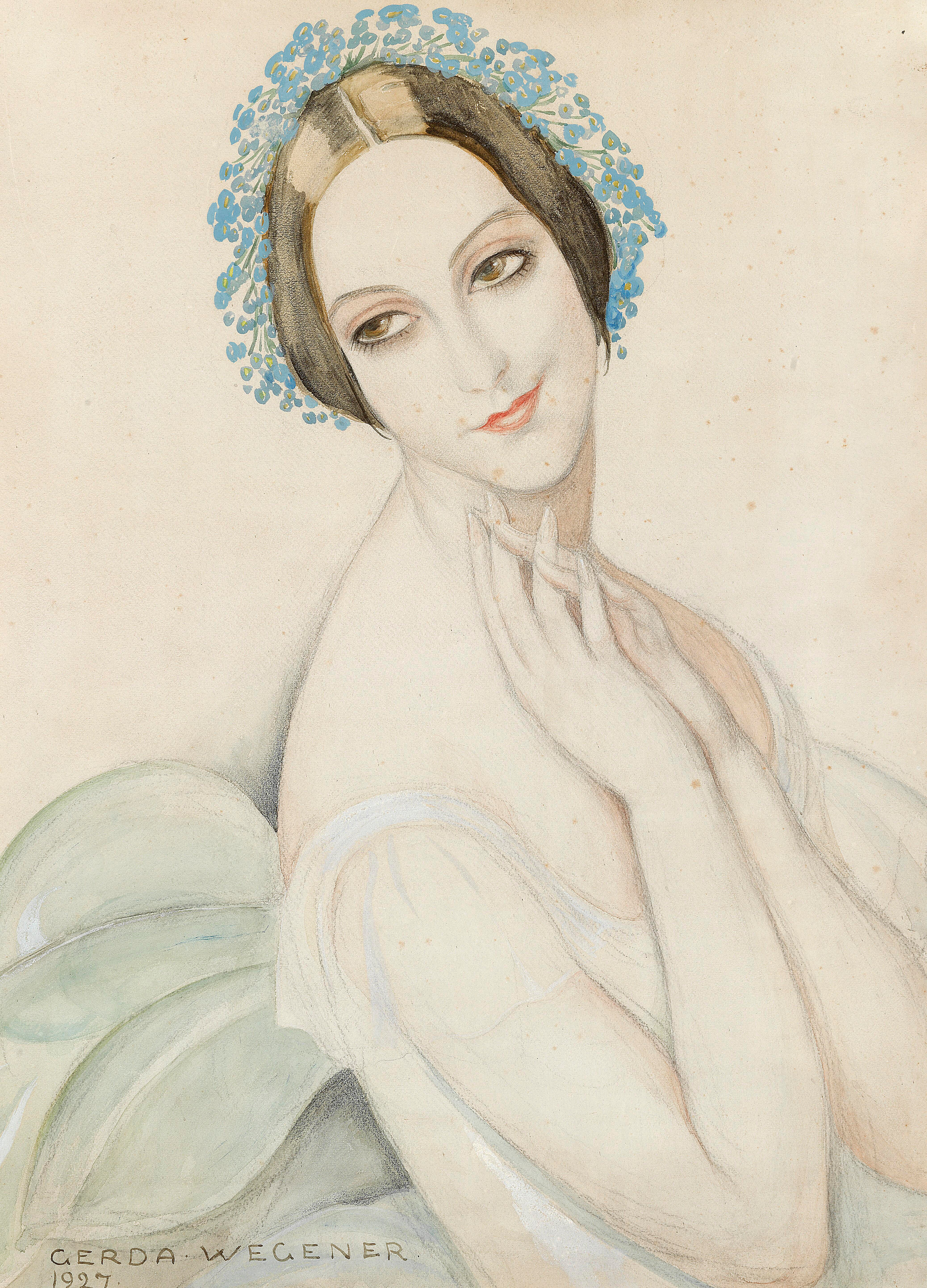
Poulsen retratada por Gerda Wegener

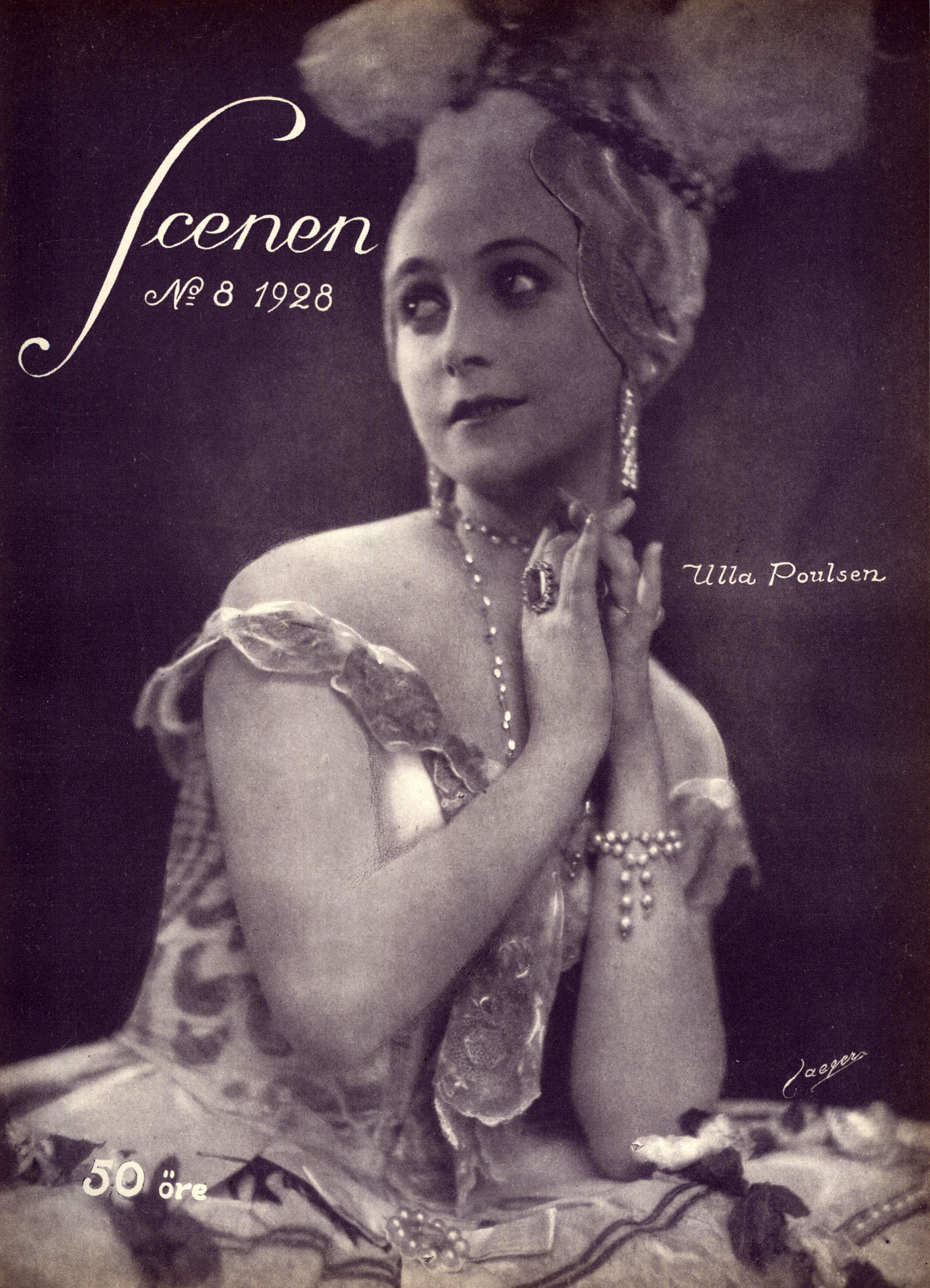
Poulsen en 1928

Ulla Poulsen (5 de febrero de 1905 – 21 de abril de 2001) fue una bailarina y actriz de nacionalidad danesa. Fue solista del ballet del Teatro Real de Copenhague, y conocida por ser motivo de varios retratos de Gerda Wegener.

## Biografía
Su verdadero nombre era Ulla Britta Iversen, y nació en Copenhague, Dinamarca, siendo sus padres Søren Iversen y Laura Christiane Hansen.
En el año 1913 fue admitida en la escuela de ballet del Teatro Real de Copenhague, aprendiendo el método Bournonville, y teniendo como profesores, entre otros, a Hans Beck y Valborg Borchsenius. Debutó con dicho ballet en 1921 encarnando a Agnete en Agnete og Havmanden. Ingresó en la compañía de manera oficial en 1923, ascendiendo a bailarina solista en 1924. Como tal hizo muchos papeles protagonistas, entre ellos el del título en La sílfide y Den lille Havfrue.
Poulsen fue modelo y amiga de la artista Gerda Wegener, que pintó varios retratos suyos. El más famoso es de 1927, Ulla Poulsen en el ballet Chopiniana.
Como actriz, tuvo papeles en las películas Den kloge Mand (1937) y Balletten danser (1938), así como en la serie televisiva Matador.
En años posteriores, Poulsen estableció sus propias escuelas de baile en Copenhague y Aalborg. Además, publicó varios libros e hizo esculturas metálicas.
Se casó tres veces. Su primer marido fue el actor y director Johannes Poulsen, sobrino de Olaf Poulsen. Ella fue la Reina Titania en la obra El sueño de una noche de verano, llevada a escena por su marido, y fue coreógrafa de otra producción de Poulsen en 1936, Jedermann. Tras fallecer su esposo, se casó nuevamente, siendo su segundo marido el Barón Christian Carl Otto Rosenørn-Lehn, miembro de la nobleza danesa. Se separó en 1943, y se casó por tercera vez con Helge Nordhal Skou.
Ulla Poulsen falleció en el año 2001 en Aalborg, Dinamarca, siendo enterrada en el Cementerio Almen Kirkegård.

## Premios
- 1934: Premio Ingenio et arti
- 1938: Premio Tagea Brandts Rejselegat por su contribución artística